# عبدي باشا
عبدي باشا سياسي عثماني شغل منصب والي مصر منذ 1714 حتى 1716.